# September Afternoon
September Afternoon è un album di Donald Byrd e del pianista Clare Fischer, pubblicato dalla Discovery Records nel 1982. Il disco fu registrato a New York nel 1957, il catalogo principale della discografia di Donald Byrd colloca la registrazione nel maggio-giugno del 1959 a Los Angeles, California.

## Tracce
Lato A
1. Stardust – 3:27 (Hoagy Carmichael, Mitchell Parish)
2. Indian Summer – 2:44 (Victor Herbert)
3. I'm a Fool to Want You – 3:32 (Jack Wolf, Joel Herman, Frank Sinatra)
4. Someday My Prince Will Come – 2:45 (Frank Churchill, Larry Morey)
5. Moon Mist – 3:02 (Mercer Ellington)
6. I Get Along Without You Very Well – 3:45 (Hoagy Carmichael)

Lato B
1. The Touch of Your Lips – 2:52 (Ray Noble)
2. Lazy Afternoon – 3:58 (Jerome Moross, John La Touche)
3. Vämeland – 2:38 (Brano tradizionale svedese, arr. Gladys Pitcher)
4. Love Is the Sweetest Thing – 2:50 (Ray Noble)
5. September Afternoon – 2:55 (Clare Fischer)
6. Dearly Beloved (dal film You Were Never Lovelier) – 3:43 (Jerome Kern, Johnny Mercer, T.B. Hams)

## Musicisti
- Donald Byrd - tromba
- Clare Fischer - pianoforte
- Romeo Penque - clarinetto
- Julius Baker - flauto
- Harry Lookofsky - violino
- Milt Hinton - contrabbasso
- Osie Johnson - batteria[5]